# Carlo Chiappano
Carlo Chiappano (Varzi, 16 maart 1941 - Casei Gerola, 7 juli 1982) was een Italiaans wielrenner. 
Prof van 1962 tot 1972, ploegleider van 1973 tot zijn dood in 1982 na een verkeersongeval. Hij leidde Giuseppe Saronni naar de eindzege in de Ronde van Italië in 1979. 
Aan het einde van zijn leven was hij ploegleider bij de Italiaanse wielerploeg Del Tongo, waar hij nog steeds Giuseppe Saronni begeleidde. 

## Belangrijkste resultaten
1963
- 2e Milano-Torino

1966
- 1e etappe 2 Ronde van Zwitserland
- 2e eindklassement Ronde van Zwitserland

1969
- 1e Tirreno-Adriatico
- 10e etappe Ronde van Italië

## Resultaten in voornaamste wedstrijden
| Jaar | Ronde van Italië | Ronde van Frankrijk | Ronde van Spanje |
| ---- | ---------------- | ------------------- | ---------------- |
| 1962 |                  |                     |                  |
| 1963 | opgave           |                     |                  |
| 1964 | 19e              |                     |                  |
| 1965 | 37e              |                     |                  |
| 1966 | 31e              |                     |                  |
| 1967 | 49e              | buiten tijd         |                  |
| 1968 | 66e              | 25e                 |                  |
| 1969 | 32e (1)          |                     |                  |

| Jaar | Milaan-San Remo | Ronde van Lombardije |
| ---- | --------------- | -------------------- |
| 1962 |                 | 30e                  |
| 1963 | 23e             | 27e                  |
| 1964 | 102e            |                      |
| 1965 |                 | 22e                  |
| 1966 | 85e             |                      |
| 1967 | 115e            |                      |
| 1968 |                 |                      |
| 1969 | 50e             |                      |